# Dot.com
Dot.com ist ein portugiesischer Film aus dem Jahr 2007.

## Handlung
Der junge Straßenbauingenieur Pedro war ursprünglich in das kleine mittelportugiesische Dorf Águas Altas gekommen, um eine wichtige Verbindungsstraße zu planen und zu bauen, doch die Arbeiten stehen still und er wartet auf seine Rückkehr in die Großstadt. Aus Langeweile und weil er das Dorf und seine Bewohner inzwischen gern gewonnen hat, betreibt er eine Webseite über das Dorf, für die sich weder im Dorf noch außerhalb jemand interessiert. Als ein spanischer Getränkekonzern ein neues Produkt mit dem Namen Aguas Altas einführt und für den passenden Marketingfeldzug die von Pedro genutzte Internetdomain braucht, versucht das Unternehmen kurzerhand, sie dem Dorf mittels einer Klageandrohung abzupressen. Dies ruft erbitterten Widerstand der Bewohner hervor, allerdings auch vielfältige Diskussionen und Lagerbildungen. Eine spanische Firmen-Vertreterin kommt daraufhin ins Dorf, um mit List und Geld die Domain zu bekommen, die internationale Presse inszeniert in der Folge ein David-gegen-Goliath-Medienereignis, und die portugiesische Politik sieht sich von innenpolitischen und außenpolitischen Verstrickungen bedroht.

## Rezeption
Der Film spielt mit der alten Rivalität zwischen dem übermächtigen Spanien und dem kleineren Portugal, das sich vom überheblichen Nachbarn nicht bevormunden lassen will. Aber auch der Gegensatz zwischen der ruhigen Provinz und der Zentralregierung im umtriebigen Lissabon ist Gegenstand des Films, ebenso die vermeintlich typischen Charakterzüge der einfachen Menschen und die portugiesische Mentalität, die bei aller Eigenheit und allem Stolz am Ende vermeintlich immer einen Kompromiss und einen Grund zum Feiern findet. Außerdem nimmt sich der Film auch der Machtfrage des Geldes und der Konzerne an, und schließlich dient er auch dazu, eine idyllische Landschaft des unbeachteten portugiesischen Hinterlandes zu zeigen.
Der Film richtet sich an ein breites Publikum, das er in Portugal auch fand (unter den meistgesehenen portugiesischen Filmen seit 2004). Der Film kam in vielen verschiedenen Ländern in die Kinos, am 9. Dezember 2010 auch in Deutschland. Er gewann den Publikumspreis beim Festival des portugiesischen Films in Coimbra, den Caminhos do Cinema Português, erhielt aber auch schlechte Kritiken. Positiv wurden meist die schönen Bilder und die heitere, flüssig erzählte Geschichte genannt, während das Drehbuch keinen höheren Ansprüchen genügen konnte.
Das Dorf Dornes, das die Kulisse für den Film bot, wurde durch den Erfolg von dot.com bekannt. Die Produktion bedankte sich bei dem Dorf, indem sie die Vorpremiere des Films vor Ort abhielt. Der damalige Staatspräsident Aníbal Cavaco Silva kam am 24. März 2007 zur Vorpremiere ins abgelegene Dornes, woran eine Gedenktafel im Ort erinnert.